# Das verschwundene Brillantencollier
Das verschwundene Brillantencollier (Originaltitel: Paths to Paradise) ist eine US-amerikanische Kriminalkomödie aus dem Jahr 1925 von Clarence G. Badger mit Betty Compson und Raymond Griffith in den Hauptrollen. Das Drehbuch des Stummfilms basiert auf dem Bühnenstück Heart of a Thief von Paul Armstrong.

## Handlung
Ein Hochstapler, der sich als Mann aus Duluth (Dude from Duluth) ausgibt, geht zu einem Versteck in Chinatown, wo Molly, die Königin der Gauner, Touristen um ihr Geld bringt. Nachdem der Mann sich hat übers Ohr hauen lassen, zeigt er seine Dienstmarke vor und behauptet, ein Polizist zu sein, wobei er schnell andeutet, dass man ihn kaufen kann. Molly gibt ihm jeden Cent, den sie hat, und er macht sich aus dem Staub, nachdem er die Betrüger übers Ohr gehauen hat.
Molly und der Mann treffen sich später in einem wohlhabenden Haus, wo er sich erneut als Detektiv und sie als Dienstmädchen ausgibt. Beide planen, eine wertvolle Halskette zu stehlen. Da sie ständig miteinander in Konflikt geraten, beschließen sie, Partner zu werden. Sie stehlen die Halskette mit größter Leichtigkeit, machen sich mit dem Auto auf den Weg nach Mexiko und werden zwischen San Francisco und der Grenze von Motorradpolizisten verfolgt. Als sie in Sicherheit sind, beschließt Molly, dass sie ehrlich sein will, und überredet den Mann, die Halskette ihrem rechtmäßigen Besitzer zurückzugeben. Nachdem dies gelungen ist, bereiten sich Molly und der Mann darauf vor, zukünftig ehrlich zusammen zu leben.

## Hintergrund
1945 produzierte Paramount eine Neuverfilmung des Bühnenstücks unter dem Titel Hold That Blonde (dt. Titel: Der Dieb und die Blonde).

## Veröffentlichung
Die Premiere des Films fand am 28. Juni 1925 in New York statt. 1926 kam er im Deutschen Reich in die Kinos. Er wurde auch unter den Titeln Der Gentleman-Detektiv und Liebe, Gauner und Brillanten gezeigt.

## Kritiken
Der Filmkritiken-Aggregator Rotten Tomatoes hat in einer Auswertung von sieben Kritiken eine Zustimmungsrate von 100 Prozent errechnet.
Mordaunt Hall von der The New York Times befand, dass Raymond Griffith und Betty Compson die Besetzung in diesem Film anführen. Sie scheinen von der subtilen Komik der verschiedenen Szenen inspiriert worden zu sein und lassen nie eine Situation verstreichen, ohne das Beste daraus zu machen.
Jack Lait schrieb in der Variety, der Film sei ein schillerndes Meisterwerk der Unterhaltung, inszeniert mit einem blitzenden Sinn für Humor, gespielt bis zum letzten Blutstropfen, ein Werk voller Nervenkitzel und tiefem Gelächter und ein vollkommenes As der Comedy-Drama-Spielfilme.
Der Kritiker der Zeitung New York Post lobte Griffith als einen großartigen Komiker. Daran werde nach dem Ansehen des Filmes niemand mehr zweifeln.
Im Magazin Photoplay hieß es, der Film sei eine Komödie, die sich von Anfang bis Ende als ein Riesenspaß erweise. Dies sei eine großartige Gaunerkomödie mit dem Seidenhut-Komiker Raymond Griffith und Betty Compson in den Hauptrollen.
Der Kritiker des Magazins Exhibitors Herald beschrieb den Film als reine Komödie, unverfälscht und rasant. Er basiere auf einer der ältesten Handlungsideen der Welt.